# Bernd Althusmann

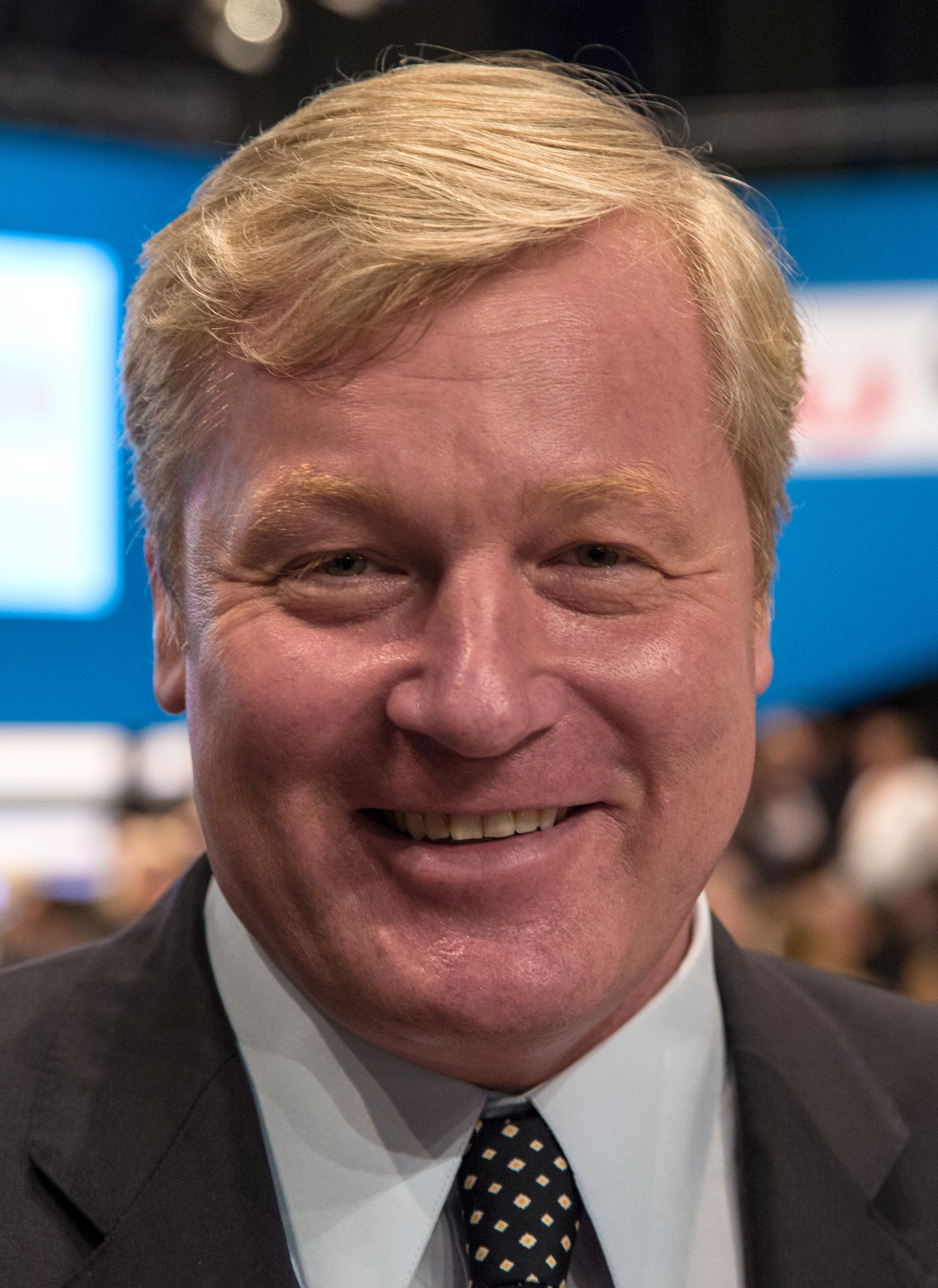
Bernd Althusmann (2016)

Bernd Althusmann (Aussprache: ['althuːsman]; * 3. Dezember 1966 in Oldenburg, Niedersachsen) ist ein deutscher Politiker (CDU). Von 1994 bis 2009 und von 2017 bis 2024 war er Mitglied des Niedersächsischen Landtages. Er war vom 26. November 2016 bis zum 21. Januar 2023 Landesvorsitzender der CDU Niedersachsen und deren Spitzenkandidat für die Landtagswahlen 2017 und 2022. Vom 27. April 2010 bis zum 19. Februar 2013 war er niedersächsischer Kultusminister. Vom 22. November 2017 bis zum 8. November 2022 war er Minister für Wirtschaft, Arbeit, Verkehr und Digitalisierung und stellvertretender Ministerpräsident im Kabinett Weil II.

## Leben und Beruf
Althusmann wurde als Sohn des Pfarrers Bernhard Althusmann und seiner Frau Erika, einer Krankenschwester, in Oldenburg geboren und wuchs seit 1976 wuchs in einem evangelischen Pfarrhaus in Lüneburg auf. Nach dem Abitur 1986 am Gymnasium Herderschule Lüneburg schlug er bis 1994 eine Offizierslaufbahn bei der Panzertruppe der Bundeswehr ein, während der er ein Studium der Pädagogik mit Schwerpunkt Personalwesen an der heutigen Helmut-Schmidt-Universität/Universität der Bundeswehr Hamburg mit dem Abschluss Diplom-Pädagoge absolvierte. Anschließend studierte er an der Fachhochschule für Berufstätige in Lahr, die zu den AKAD-Privathochschulen gehört, das Fach Betriebswirtschaft mit dem Abschluss eines Diplom-Betriebswirtes (FH). 2007 wurde er an der Universität Potsdam mit der Note „rite“ promoviert; sein Thema war Prozessorganisation und Prozesskooperation in der öffentlichen Verwaltung: Folgen für die Personalentwicklung.
Von Dezember 2013 bis Juni 2016 leitete Althusmann das Auslandsbüro Namibia und Angola der Konrad-Adenauer-Stiftung (KAS) in Windhuk. Von 2016 bis 2017 leitete er das Büro Hannover der TOPOS Personalberatung GmbH. Im November 2024 übernahm er die Leitung des KAS-Auslandsbüros Kanada in Ottawa.
Er ist Hauptmann der Reserve der Bundeswehr.

## Politik

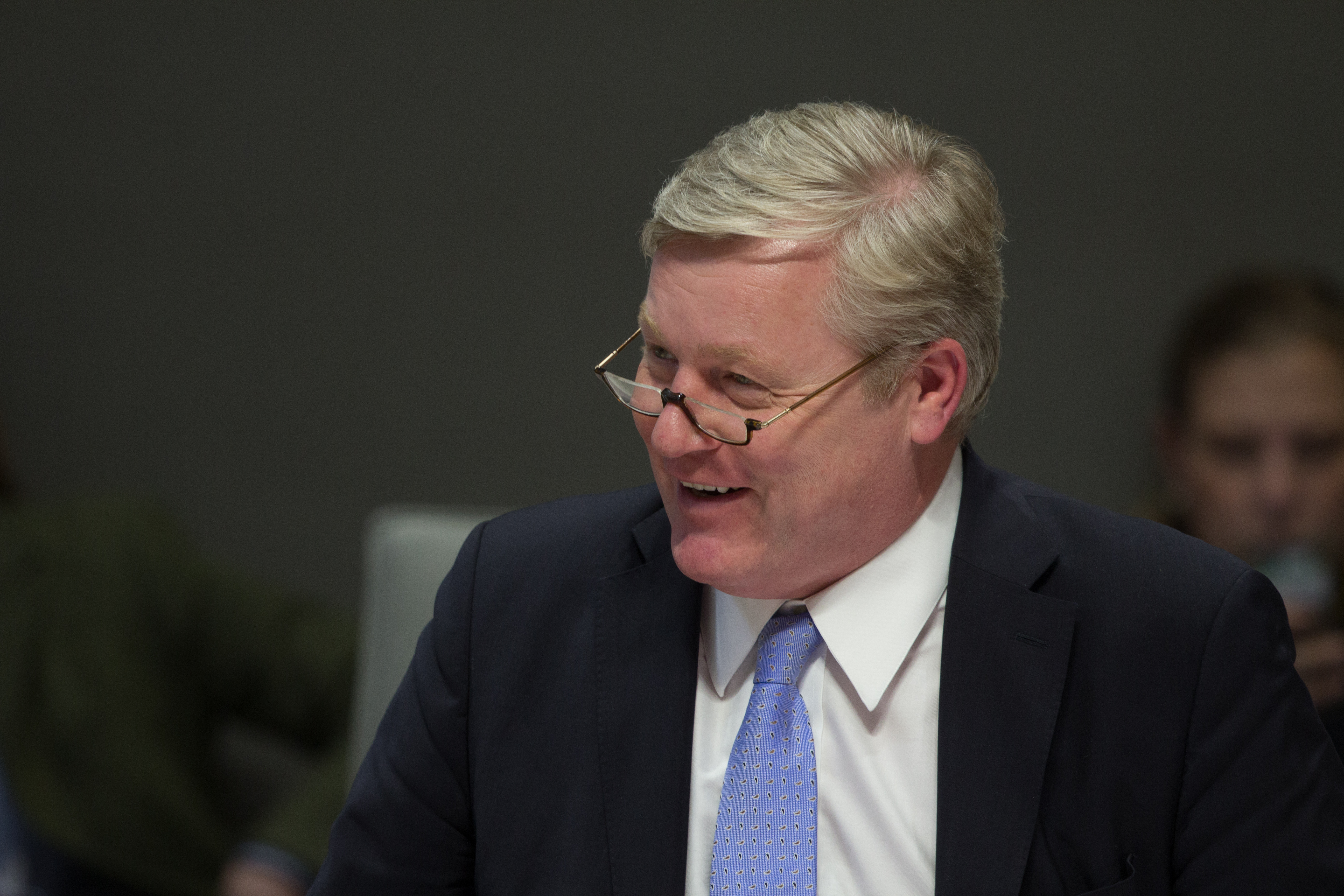
Bernd Althusmann am 28. Februar 2018 im Plenum des Niedersächsischen Landtages

Bernd Althusmann trat 1990 in die CDU ein. Von 1994 bis 2009 war er Mitglied des Niedersächsischen Landtages und zuletzt parlamentarischer Geschäftsführer der CDU-Fraktion. Von 2000 bis 2010 war er Vorsitzender des CDU-Kreisverbandes Lüneburg.
Am 16. Juni 2009 wurde Althusmann Staatssekretär des Niedersächsischen Kultusministeriums; er legte dafür sein Abgeordnetenmandat nieder. Für ihn rückte Kultusministerin Elisabeth Heister-Neumann in den Landtag nach. Im April 2010 folgte Althusmann ihr im Amt des Kultusministers im Kabinett McAllister nach. Im Jahr 2011 war Althusmann Vorsitzender der Kultusministerkonferenz.
Nach der verlorenen Landtagswahl 2013 schied er im Februar 2013 aus dem Ministeramt aus; seine Nachfolgerin war Frauke Heiligenstadt (SPD).
Bei der Landtagswahl 2013 unterlag Althusmann als Direktkandidat im Wahlkreis Lüneburg der SPD-Kandidatin Andrea Schröder-Ehlers. Aufgrund der zahlreichen andernorts errungenen Direktmandate der CDU zog Althusmann trotz seiner Aufstellung auf Listenplatz 4 auch nicht über die Landesliste seiner Partei in den Landtag ein. Durch seinen Umzug nach Namibia verlor er überdies seine Wählbarkeit, sodass er nach dem plötzlichen Tod des Abgeordneten Norbert Böhlke auch nicht mehr als Nachrücker infrage kam.
Von 2016 bis 2023 war Bernd Althusmann als Nachfolger von David McAllister Vorsitzender der CDU in Niedersachsen, von 2018 bis 2024 war er gewähltes Mitglied des CDU-Präsidiums. Bei den Landtagswahlen 2017 und 2022 trat er als CDU-Spitzenkandidat an. Er gewann jeweils das Direktmandat im Wahlkreis Seevetal, erreichte jedoch nicht sein Ziel, die CDU an die Spitze der Landesregierung zu führen und Stephan Weil (SPD) im Amte des Ministerpräsidenten abzulösen. 2017 ging die CDU mit der SPD eine Große Koalition ein. Im Kabinett Weil II übernahm Althusmann von Olaf Lies (SPD) das Minister für Wirtschaft, Arbeit und Verkehr, das um Zuständigkeiten für die Digitalisierung ergänzt wurde; er war zudem Weils Stellvertreter im Amte des Ministerpräsidenten. 2022 schied er mit der Bildung des rot-grünen Kabinetts Weil III aus der Landesregierung aus und übergab das Ministerium wieder an Lies. Er kündigte seinen Rückzug vom CDU-Landesvorsitz an; sein Nachfolger wurde Sebastian Lechner.
Im Juli 2024 kündigte Althusmann seinen Abschied von der Politik an und legte sein Landtagsmandat am 29. August 2024 nieder; für ihn rückte Heike Koehler in das Parlament nach.

### Mandate
Als Wirtschafts- und Verkehrsminister saß Althusmann für das Land Niedersachsen im Aufsichtsrat der Volkswagen AG und im Aufsichtsrat von Niedersachsen Ports, dem Betreiber der landeseigenen Häfen in Niedersachsen.

## Plagiatsvorwürfe
Im Juli 2011 wurde berichtet, dass Althusmann in seiner Dissertation an etlichen Stellen inhaltlich oder wörtlich Texte aus anderen wissenschaftlichen Werken übernommen haben soll, ohne dies entsprechend zu kennzeichnen. Eine Analyse der Doktorarbeit, so Die Zeit, habe ergeben, dass die untersuchten Hauptkapitel eine „großflächig angelegte Kollage von Zitaten“ seien. Die Süddeutsche Zeitung bezeichnete es hierbei als „besonders pikant“, dass eine der wichtigsten Aufgaben von Althusmann als Präsident der Kultusministerkonferenz „die Sicherung der ‚Qualitätsstandards in Schule und Hochschule‘“ sei. Althusmann räumte daraufhin „handwerkliche Fehler“ ein, schloss aber politische Konsequenzen aus.
Eine fünfköpfige Untersuchungskommission der Universität Potsdam unter dem Vorsitz des Juraprofessors Tobias Lettl überprüfte den Vorwurf wissenschaftlichen Fehlverhaltens. Am 1. Dezember 2011 stellte sie ihre Untersuchung ein und teilte mit, die Plagiatsvorwürfe hätten sich nicht erhärtet, die Arbeit enthalte aber „Mängel von erheblichem Gewicht“ (Zitat Lettl), die nicht guter wissenschaftlicher Praxis entsprechen.

## Privates
Althusmann hat einen Sohn und eine Tochter aus seiner ersten Ehe sowie eine Tochter mit seiner zweiten Ehefrau. Er ist evangelisch-lutherischer Konfession.

## Schriften
- Prozessorganisation und Prozesskooperation in der öffentlichen Verwaltung: Folgen für die Personalentwicklung (PDF; 14,4 MB). Universität Potsdam 2007 (Dissertation)